# ضغط جوي

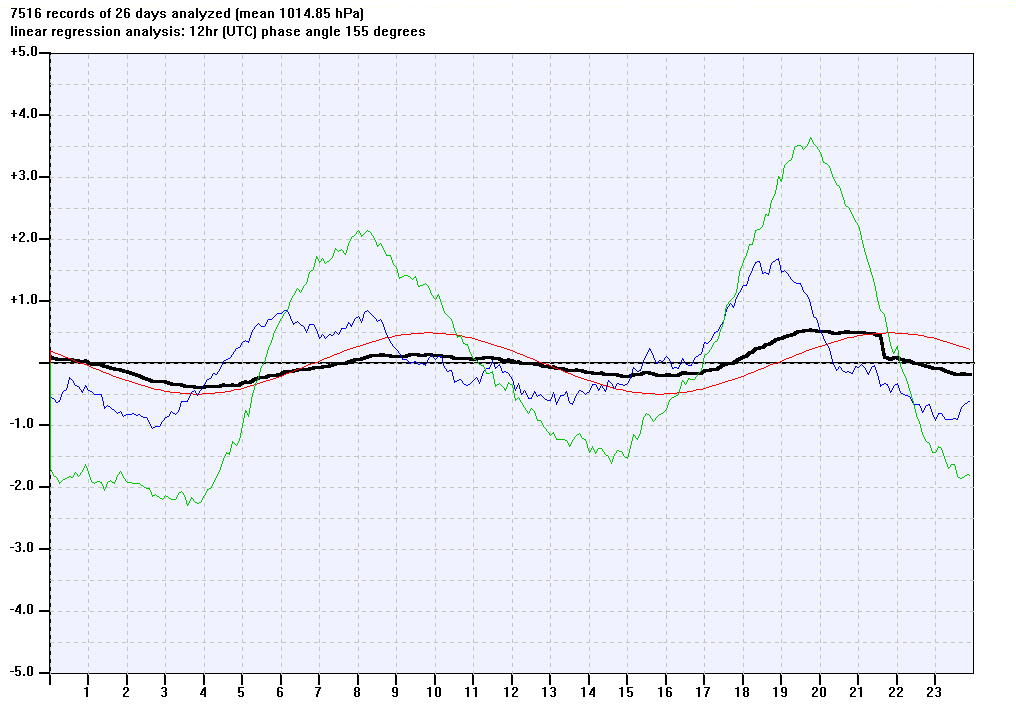
رسم بياني يوضح تغيير الضغط الجوي خلال اليوم في شمال ألمانيا. المحور الرأسي يبين التغير (بالهيكتو باسكال).

الضغط الجوي  هو القوة التي يطبقها الهواء على وحدة المساحة من سطح الأرض. يحدث الضغط الجوي نتيجة وزن عمود الهواء فوق نقطة معينة، ويمثل كمية الهواء الموجودة فوق تلك النقطة حتى طبقة الغلاف الجوي العلوية. يتم قياس الضغط الجوي عادة بوحدات الهكتوباسكال (hPa) أو المليمتر الزئبقي (mmHg)
في تعريفه الدقيق هو  وزن عمود من الهواء على مقطعه العرضي هو وحدة المساحات، وارتفاعه يعادل سُمك الغلاف الجوي. الضغط الجوي = 1 atm أو بالتقريب 1 بار. وهو يتكوّن من عدة غازات (النيتروجين 78% و الأكسجين 21%، بالإضافة إلى غازات أُخرى). يتناقص الضغط الجوي مع الارتفاع عن مستوى سطح البحر، ويبلغ عند مستوى سطح البحر 1 atm أو 1.0132 بار.
المناطق ذات الضغط الجوي المنخفض لها كتلة غلاف جوي أقل، بينما المناطق ذات الضغط الجوي المرتفع لها كتلة غلاف جوي أكثر من غيرها.
يتكون الضغط الجوي المنخفض عندما ترتفع درجة الحرارة إذ يؤدي هذا إلى تسارع جزيئات الهواء وابتعادها عن بعضها، ويتكون الضغط الجوي المرتفع عندما تنخفض درجة الحرارة، إذ يؤدي ذلك إلى بطء جزيئات الهواء واقترابها من بعضها.
يبلغ وزن عمود الهواء، عند سطح البحر، مساحة مقطعه متر مربّع، وارتفاع سُمك الغلاف الجوي، 10 طن تقريباً. كلما زاد الارتفاع عن سطح البحر قلَّ الضغط الجوي، والعكس صحيح.

## الضغط الجوي القياسي
يبلغ الضغط الجوي 760 ميلليمتر زئبق = 325 101 باسكال = 1.013 بار
- أي أن وزن عمود من الزئبق مساحة مقطعه 1 سنتيمتر مربع وارتفاعه 760 ملليمتر. وهذا يعادل وزن عمود الهواء الواقع على 1 سنتيمتر مربع وارتفاعه ارتفاع الغلاف الجوي للأرض.
- فإذا كانت كثافة الزئبق 13.53 جرام/ سنتيمتر مكعب، فيمكن حساب الضغط الجوي من خلال القانون الآتي:

{\displaystyle p=\rho gh}
وهذا يعني أن:
الضغط الجوي = كثافة الزئبق × ارتفاع عمود الزئبق × عجلة الجاذبية الأرضية.
الضغط الجوي = 13.53 × 1000 ×0.76 × 9.81 = 100874.268 نيوتن / متر مربع
وأذا أردنا حساب وزن عمود الهواء من الغلاف الجوي الواقع على 1 متر مربع بالكيلوجرام، نقوم بقسمة الناتج المذكور أعلاه على قيمة عجلة الجاذبية الأرضية نحصل على:
وزن عمود الهواء بالكيلوجرام على المتر المربع = 100874.268 ÷ 9.81 = 10282.8 كيلوجرام/ متر مربع.
أي أكثر من 10 طن على المتر المربع.

## الضغط الجوي عند سطح البحر
يقاس بالبارومتر ويتم قياسه على مستوى سطح البحر، وهو ما يتم بالعادة ذكره في نشرات الطقس على الإذاعة والتلفزيون والصحف والانترنت.
و يستعمل علم المناخ الضغط عند سطح البحر من أجل تحديد وتصنيف مراكز الضغط الجوي على الكرة الأرضية. فنجده يعرف مجموعة من مراكز الضغط الجوي التي تهيمن على مناخ وطقس مناطق واسعة من الكرة الأرضية. وهي مصنفة إلى نوعين: المرتفعات الجوية والمنخفضات الجوية. فمن بين هذه المرتفعات بالنصف الشمالي من الكرة الأرضية، نجد مرتفع الآصور ومرتفع سيبيريا. ومن أهم المنخفضات الجوية للنصف الشمالي للكرة الأرضية نذكر منخفض إيسلاندا.

## اختلاف الضغط الجوي عند اختلاف الارتفاع عن سطح الأرض
يختلف الضغط الجوي عند سطح الأرض ارتفاعاً إلى طبقة الميزوسفير. على الرغم من تغير الضغط الجوي بتغير حالة الطقس، قامت ناسا بوضع متوسط حسابي لجميع الحالات ولجميع المناطق على مرور السنين. ويمكن إيجاد الضغط الجوي من خلال معادلة تصف علاقة الارتفاع بالضغط الجوي، كلما زاد الارتفاع عن سطح الأرض قل الضغط الجوي  مع الأخذ بالاعتبار تأثير الحرارة والرطوبة على دقة النتيجة.
على ارتفاع منخفض عن سطح البحر، ينخفض الضغط الجوي بمقدار cca 1.2 kPa لكل 100 متر
للأرتفاعات ضمن طبقة التروبوسفير نستطيع إيجاد قمية الضغط الجوي p بالنسبة للأرتفاع h من خلال معادلة الصيغة البارومترية
{\displaystyle p=p_{0}\cdot \left(1-{\frac {L\cdot h}{T_{0}}}\right)^{\frac {g\cdot M}{R\cdot L}}\approx p_{0}\cdot \exp \left(-{\frac {g\cdot M\cdot h}{R\cdot T_{0}}}\right),}
| Parameter | الوصف                                | القيمة            |
| --------- | ------------------------------------ | ----------------- |
| p0        | الضغط الجوي القياسي عند سطح البحر    | 101325 Pa         |
| L         | temperature lapse rate               | 0.0065 K/m        |
| T0        | درجة الحرارة القياسية عند سطح البحر  | 288.15 K          |
| g         | تسارع الجاذبية الأرضية عند سطح الأرض | 9.80665 m/s2      |
| M         | molar mass of dry air                | 0.0289644 kg/mol  |
| R         | ثابت الغازات العام                   | 8.31447 J/(mol•K) |

## وحدات الضغط
|                                | باسكال (Pa)  | بار (bar)      | ضغط جوي تقني (at) | ضغط جوي (atm) | ميلليمتر زئبق (Torr) | باوند ثقلي في البوصة المربعة (psi) |
| ------------------------------ | ------------ | -------------- | ----------------- | ------------- | -------------------- | ---------------------------------- |
| 1 باسكال                       | ≡ 1 نيوتن/م2 | 10−5           | 1.0197×10−5       | 9.8692×10−6   | 7.5006×10−3          | 145.04×10−6                        |
| 1 بار                          | 100,000      | ≡ 106 داين/سم2 | 1.0197            | 0.98692       | 750.06               | 14.5037744                         |
| 1 ضغط جوي تقني                 | 98,066.5     | 0.980665       | ≡ 1 كجم ق/سم2     | 0.96784       | 735.56               | 14.223                             |
| 1 ضغط جوي                      | 101,325      | 1.01325        | 1.0332            | ≡ 1 ضغط جوي   | 760                  | 14.696                             |
| 1 ميلليمتر زئبق                | 133.322      | 1.3332×10−3    | 1.3595×10−3       | 1.3158×10−3   | 1ميلليمتر زئبق=1Torr | 19.337×10−3                        |
| 1 باوند ثقلي في البوصة المربعة | 6,894.76     | 68.948×10−3    | 70.307×10−3       | 68.046×10−3   | 51.715               | ≡ 1 psi                            |

1 باسكال ≡ 1 نيوتن/م2 ≡ 1 جول/م3 ≡ 1 كجم/(م1·ثانية2)≡ 10−5 بار   ≡ 10.197×10−6 ضغط جوي   ≡ 9.8692×10−6 ضغط جوي تقني 

## تأثير الارتفاع على الإنسان
يقل الضغط الجوي بالارتفاع عن سطح الأرض وبالتالي يقل الأكسجين في الجو مما يكون له تأثير على الكائنات الحية التي تتنفس الهواء، وتحتاج الأكسجين في تنفسها. وتأثير الارتفاع على الإنسان يجري كالآتي:
- ارتفاع 2400 متر: هذا يعادل الضغط داخل طائرات الركاب، ولا يكون له تأثير
- ارتفاع 2500 متر: يبدأ بعض الناس الحساسون بالشعور بالدوار.
- ارتفاع 3500 متر: يشعر نحو ثلث الناس الغير معتادين على ذلك بالشعور بالدوخان والتعب.
- ارتفاع 4000 متر: يشعر 95% من غير المعتادين بالدوخان والتعب.
- ارتفاع 5500 متر: يستطيع بعض الناس العيش على هذا الارتفاع. وتبلغ كمية الأكسجين على هذا الارتفاع نحو نصف كميته عند سطح البحر.
- ارتفاع 7500 متر: هنا تبدأ المنطقة القاتلة: متسلقي الجبال لا يستطيعون البقاء على ذلك العلو أكثر من يوم بدون أنابيب الأكسجين.
- ارتفاع 8848 متر: أعلى نقطة على سطح الأرض، وهي قمة إفرست. لا تستطيع البقاء على ذلك العلو من دون أنابيب الأكسجين
- ارتفاع 12192 متر: متوسط ارتفاع مستوى الطيران للطائرات التجارية. وهنا يتم إمداد كابينة الطائرة بالهواء المضغوط من الخارج مع ضبط درجة حرارته.

## تغير الضغط الجوي بالارتفاع

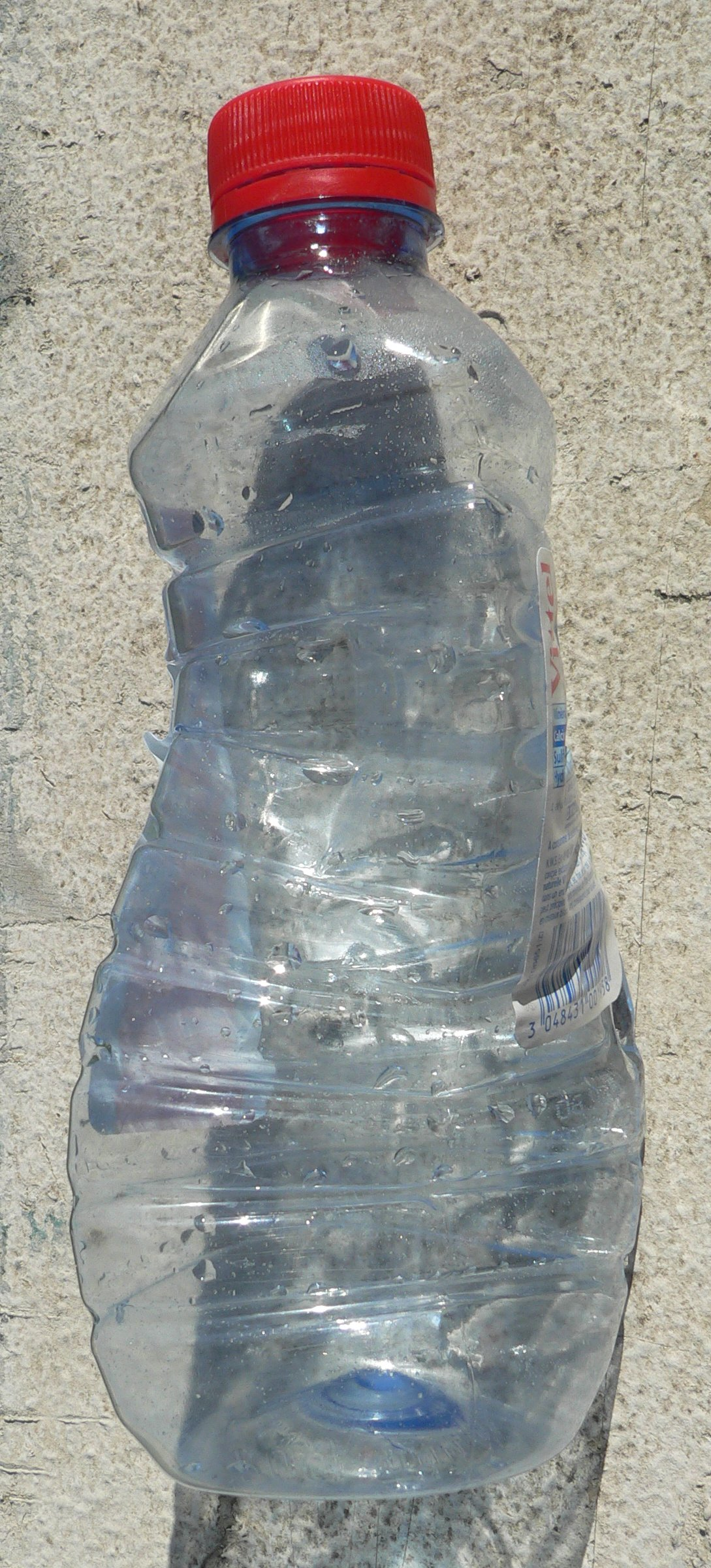
قنينة من البلاستيك أغلقت فارغة على ارتفاع 2000 متر، حيث يكون ضغط الهواء قليلا فتمتلئ القنينة بقدر ضئيل من ذرات الهواء، وتُرى قد أصابها الضمور عند عودتها إلى سطح البحر وذلك لزيادة الضغط الجوي المحيط بالقنينة عن الضغط الداخلي بها.

ينخفض الضغط الجوي كلما زاد الارتفاع عن سطح البحر طبقا ل دالة أسية. وعلى الرغم من تغير الجو أيضا بسبب أحوال الطقس والحرارة فقد قامت ناسا بحساب تغير متوسط الضغط على ارتفاعات مختلف لجميع المناطق الأرض. وتعطينا القائمة التالية تغير الضغط الجوي بالارتفاع بالتقريب:
| جزء من 1 atm | متوسط الارتفاع | متوسط الارتفاع |
| جزء من 1 atm | (متر)          | (قدم)          |
| ------------ | -------------- | -------------- |
| 1            | 0              | 0              |
| 1/2          | 5,486          | 18,000         |
| 1/3          | 8,376          | 27,480         |
| 1/10         | 16,132         | 52,926         |
| 1/100        | 30,901         | 101,381        |
| 1/1000       | 48,467         | 159,013        |
| 1/10000      | 69,464         | 227,899        |
| 1/100000     | 86,282         | 283,076        |

### سطح ضغطي
السطح الضغطي هو سطح له قيمة ضغط جوي متوسطة واحدة في كافة امتداداته، كما في السطح الضغطي 1000 مليبار، 850 مليبار، 700 مليبار، 500 مليبار، 300 مليبار، 200 مليبار، 100 مليبار، ويتصف السطح الضغطي في كونه لا يمتد بشكل أفقي تماماً، بل نجده كائلاً وأحياناً متموجاً، وذلك لأن معدل تناقص الضغط مع الارتفاع ليس ثابتاً، لأنه يتوقف على درجة الحرارة والرياح وكثافة الهواء.

## نقطة غليان الماء

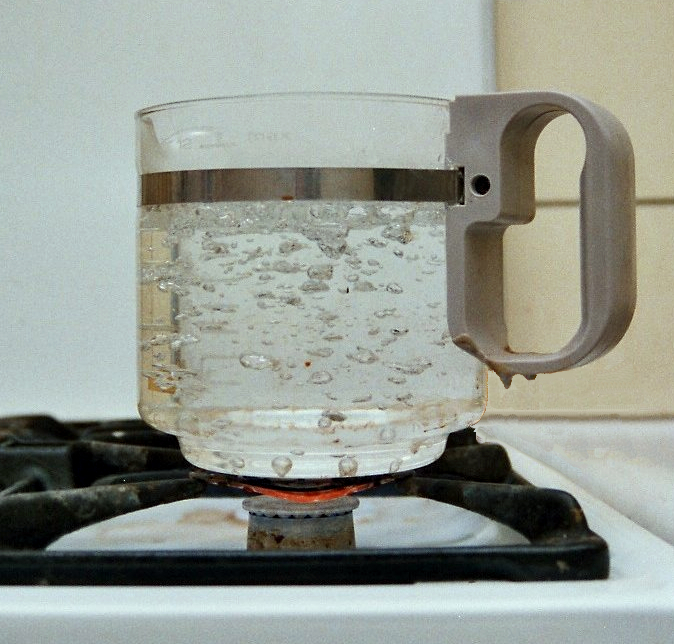
الماء يغلى

طبقا للتعريف يغلى الماء عند درجة حرارة 100 مئوية. ودرجة الغليان هي درجة الحرارة التي يتساوى عندها ضغط البخار مع الضغط المحيط بالماء. وبسبب ذلك تنخفض درجة غليان الماء تحت وطأة الضغط المنخفض وتعلو مع علو الضغط. ولهذا يستغرق الطبخ على المرتفعات أعلى من مستوى سطح البحر أوقاتا أقل من المعهود.
ويمكن تحديد ذلك عن طريق معرفة نقطة غليان الماء على ذلك الارتفاع. وقد استخدمت تلك الطريقة خلال القرن التاسع عشر عن طريق الرحالة والمستكشفين لتحديد ارتفاع المناطق التي كانوا يزورونها.